# Mina de carbón de Benxihu
La mina de carbón de Benxihu (en chino tradicional, 本溪湖煤礦; en chino simplificado, 本溪湖煤矿; en japonés, Honkeiko), localizada en Benxi (Liaoning, China), inició su actividad en 1905. Originalmente una mina de hierro y carbón bajo control conjunto chino-japonés, el proyecto minero acabó bajo control mayoritario japonés. A principios de la década de 1930, Japón invadió el nordeste de China y la provincia de Liaoning pasó a formar parte de Manchukuo, un estado títere controlado por Japón. Durante la segunda guerra sino-japonesa, los japoneses obligaron a los peones chinos —algunos de los cuales habían sido capturados de organizaciones militares locales— a trabajar en la mina, bajo condiciones muy precarias. La comida era escasa y los trabajadores no tenían ropa suficiente. Las condiciones laborables eran muy duras y enfermedades como el tifus y el cólera se extendían con facilidad debido a la mala situación sanitaria y al pobre suministro de agua. Típicamente los mineros trabajaban turnos de 12 horas o más. Se sabe que los mandos japoneses golpeaban a los trabajadores con los mangos de picos y que el perímetro de la mina estaba vallado y vigilado. Muchos describen las condiciones de trabajo como de esclavos.

## Explosión de polvo de carbón
El 26 de abril de 1942 una explosión de gas y polvo de carbón en la mina hizo estallar llamas desde la entrada del pozo. Los familiares de los mineros se apresuraron al lugar, pero un cordón de guardias japoneses les negó la entrada y erigieron cercas eléctricas para mantenerlos fuera. En un intento de reducir el fuego subterráneo, los japoneses apagaron la ventilación y sellaron la boca del pozo. Los testigos dicen que los japoneses no evacuaron el pozo por completo antes de sellarlo, atrapando a muchos trabajadores chinos bajo tierra para asfixiarse en el humo. Posteriormente, la Unión Soviética investigó y culpó la actuación japonesa de aumentar innecesariamente el número de muertos.
Los trabajadores tardaron diez días en retirar todos los cadáveres y escombros del pozo. Los muertos fueron enterrados en una fosa común cercana. Muchas víctimas no pudieron ser identificadas adecuadamente debido a la extensión de las quemaduras. Los japoneses informaron al principio que el número de muertos era de 34. Los informes iniciales de los periódicos eran breves, de apenas 40 palabras, y minimizaban la magnitud del desastre, caracterizándolo como un evento menor. Más tarde, los japoneses erigieron un monumento a los muertos. La placa daba el número de muertos como 1327. Se cree que el número real fue de 1549, el 34 % de los mineros que trabajan ese día. Fue el peor desastre en la historia de la minería del carbón y el segundo peor accidente industrial registrado. De este número de fallecidos, 31 muertes fueron japoneses, las 1518 restantes fueron chinos.
Los japoneses continuaron operando la mina hasta el final de la Segunda Guerra Mundial, en 1945, cuando fueron derrotados y obligados a retirarse de China. Tras la retirada japonesa, los trabajadores chinos tomaron el control del sitio. Con la liberación después de la guerra, la Unión Soviética investigó el accidente. Descubrieron que solo algunos de los trabajadores murieron directamente por la explosión de gas y polvo de carbón. La mayoría de las muertes se debieron al envenenamiento por monóxido de carbono producido cuando los japoneses cerraron la ventilación y sellaron la boca del pozo después de la explosión inicial.